# Machaerina deplanchei
Machaerina deplanchei är en halvgräsart som först beskrevs av Johann Otto Boeckeler, och fick sitt nu gällande namn av Tetsuo Michael Koyama. Machaerina deplanchei ingår i släktet Machaerina och familjen halvgräs.
Artens utbredningsområde är Nya Kaledonien. Inga underarter finns listade i Catalogue of Life.